# Годовщина революции (фильм)
«Годовщи́на револю́ции» — российский неигровой немой фильм 1918 года, смонтированный режиссёром Дзигой Вертовым из хроникальных материалов к первой годовщине Октябрьской социалистической революции и ставший его дебютным фильмом. Фильм долгое время считался утраченным и был восстановлен в первозданном виде лишь в 2018 году киноведом Николаем Изволовым.
Специальный премьерный показ фильма прошёл 20 ноября 2018 года на Международном фестивале документальных фильмов в Амстердаме (IDFA). 7 сентября 2019 года в кинотеатре «Октябрь» прошла московская премьера фильма, а с 12 сентября фильм вышел в прокат при поддержке проекта КАРО.Арт.

## Сюжет
Фильм представляет собой сборку хроникальных сюжетов из киножурналов «Свободная Россия», «Кинонеделя» и др. Сцены фильма изображают историю смены строя в России в период с февраля 1917 года до ноября 1918 года: это февральская революция, организация Временного правительства, Государственное совещание в Москве в августе 1917 года, Октябрьская социалистическая революция в Петрограде, события октября того же года в Москве, разгон Учредительного собрания, Брестский мир, начало Гражданской войны, взятие Казани, поездка Льва Троцкого по Волге, первые трудовые коммуны. Часть фильма, озаглавленная «Мозг советской России», представляет галерею руководителей государства того времени. В одном из эпизодов фильма показан Василий Чапаев.

## История создания
Фильм был создан Дзигой Вертовым, когда ему было 22 года и он всего полгода работал в кино, в киножурнале «Кинонеделя». По словам Николая Изволова, картина была создана «в рекордно короткие сроки, в условиях начинавшейся Гражданской войны, плёночного голода, отсутствия нормального финансирования».
Сообщение о фильме появилось в московской газете «Коммунар» от 3 ноября 1918 года:
Кинематографический комитет Народного комиссариата просвещения деятельно готовится к предстоящим Октябрьским торжествам. Комитет выпускает грандиозную картину «Годовщина революции». Картина захватывает все главные моменты русской революции, восстание рабочих в Петрограде, манифестации, митинги, портреты борцов за свободу, похороны их как на Марсовом поле в Петрограде, так и в Москве. Среди других картин следует отметить картину «Враги Советской власти и борьба с ними».
На экраны фильм вышел в ноябре 1918 года. В то время как обычные фильмы в то время печатали всего в 3—5 экземплярах, «Годовщина революции» вышла тиражом в целых 40 копий. В годы Гражданской войны литературно-инструкторский поезд ВЦИК возил и показывал фильм всей стране. К началу 1920-х годов позитивные копии «Годовщины революции» пришли в негодность, а негатив, по практике тех лет, был использован для других кинохроникальных фильмов.
Воссоздать фильм пытался, в частности, киновед Виктор Листов в конце 1960-х годов, однако в то время ещё не было найдено подробное описание фильма. В 2017 году Светлана Ишевская обнаружила афишу фильма в фонде Маяковского в РГАЛИ. На афише приводились все надписи из фильма, которые дали точное представление о количестве и последовательности фрагментов. Николаю Изволову удалось найти в архивах все фрагменты, соединить их и оцифровать, а также провести «постпродакшн». Работа проводилась при содействии Российского государственного архива кино-фотодокументов (РГАКФД). По словам Изволова, в конечном итоге фильм удалось идентифицировать «процентов на 98».

## Отзывы
Сам Вертов говорил о своём фильме так: «В первую годовщину Октябрьской революции я полнометражным фильмом сдавал свой первый производственный экзамен».
Виктор Листов назвал фильм Вертова «своеобразной киноэнциклопедией, сводом уникальных кадров, рассказывающих об „утре Советов“».
По мнению Николая Изволова, Вертов, «сам того не ожидая… стал первопроходцем жанра „монтажного фильма“ — фильма, который делается из хроники». Аналогично, организаторы IDFA называют «Годовщину революции» «возможно, первым полнометражным документальным фильмом в истории» (англ. possibly the first feature-length documentary film ever made).